# Citra Febrianti
Citra Febrianti, née le 22 février 1988 à Pringsewu (Lampung, Indonésie), est une ancienne haltérophile indonésienne. Elle est médaillée d'argent aux Jeux de 2012.

## Carrière
Citra Febrianti est placée 4e de la catégorie poids plume avec un total de 206 kg soulevé lors des Jeux olympiques d'été de 2012 avant la disqualification pour dopage de la médaillée d'or kazakhe Zulfiya Chinshanlo puis celle de la médaillée de bronze moldave Cristina Iovu en 2016. Après réclamation du Comité olympique d'Indonésie, le CIO lui accorde la médaille d'argent le 19 novembre 2020, qu'elle reçoit officiellement le 18 septembre 2022. Elle reçoit également une prime de 400 millions de roupies par le Ministre de la Jeunesse et des Sports.

## Palmarès

### Jeux olympiques
- Jeux olympiques d'été de 2012 à Londres ( Royaume-Uni) :
  -  médaille d'argent en poids plume